# Cnaeus Domitius Ahenobarbus (consul en -192)
Pour les articles homonymes, voir Domitius Ahenobarbus.
Cnaeus Domitius Ahenobarbus (Barbe d'Airain), est un magistrat de la République romaine issu de la gens des Domitius.

## Biographie
Édile plébéien en même temps que Caius Scribonius Curio, en 196 av. J.-C., Cnaeus Domitius Ahenobarbus, parvient avec son collègue à infliger des amendes à un grand nombre de pecuarii (éleveurs) qui utilisaient le domaine public sans payer l'impôt afférent. L'argent ainsi recueilli lui permit de faire bâtir sur l'île au milieu du Tibre (île Tibérine) un temple qu'il consacra à Faunus, dieu de la nature, au cours de son mandat comme préteur (194 av. J.-C.).
En 192 av. J.-C., il fut consul, avec Lucius Quinctius Flamininus comme collègue. Au cours de son mandat, Rome dut combattre sur plusieurs fronts. En Grèce, la position de Rome était menacée par une alliance entre la ligue étolienne et le roi séleucide Antiochus III. En Hispanie citérieure les légions du préteur C. Flaminius et de M. Fulvius commencèrent une expédition militaire contre plusieurs tribus celtibères rebelles, comme les Lusitaniens. Ahenobarbus et son collègue L. Flaminius se dirigèrent eux-mêmes vers le nord de la péninsule italienne pour pacifier les tribus gauloises qui y vivaient. Ahenobarbus se dirigea contre les Boïens et parvint à soumettre la tribu sans guère de problèmes (les chefs se rendirent volontairement) ; son collègue Flaminius eut beaucoup plus de peine à remplir sa tâche. C'est seulement après de rudes combats qu'il parvint finalement à soumettre les Ligures à l'autorité romaine.
Après son consulat Ahenobarbus poursuivit sa carrière militaire et servit en 190 av. J.-C. comme légat sous Lucius Cornelius Scipio Asiaticus pendant son expédition militaire contre le roi séleucide Antiochus III le Grand.
Pour autant qu'on le sache Cnaeus Domitius Ahenobarbus eut un fils : Cnaeus Domitius Ahenobarbus (en), consul suffect en 162 av. J.-C.